# Rhacochilus
Rhacochilus – rodzaj ryb z rodziny szumieniowatych.

## Klasyfikacja
Gatunki zaliczane do tego rodzaju:
- Rhacochilus toxotes
- Rhacochilus vacca